# Wohnhäuser Schwachhauser Ring 2 und 4
Die Wohnhäuser Schwachhauser Ring 2 und 4 in Bremen-Schwachhausen stammen von 1925/27.
Die Gebäude stehen seit 2001 unter Bremer Denkmalschutz.

## Geschichte

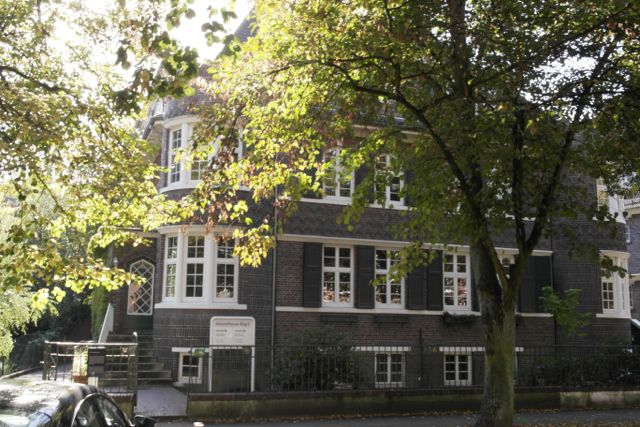
Schwachhauser Ring 2

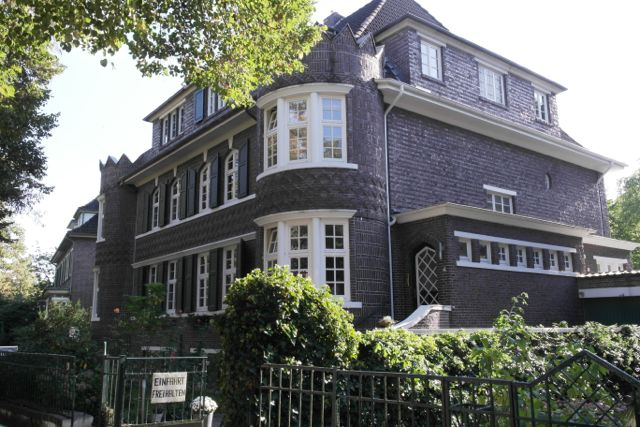
Schwachhauser Ring 4

Am Schwachhauser Ring entstanden im Heimatstil der 1920er Jahre die Doppelwohnhäuser nach Plänen von Alfred Runge und Eduard Scotland. Die klinkerverblendeten, zweigeschossige Bauten mit einem Walmdach, den runden Erkern und den Ornamenten sind typische Vertreter der Heimatschutzbewegung in Bremen, einer Bewegung die stark von Scotland vertreten wurde mit den Stichworten: „Kampf um die heimische Bauweise“ bzw. „Niedersächsisch-Englische Intimität“. Die Bewegung stand auch unter dem Einfluss von Hermann Muthesius, Mitbegründer des Deutschen Werkbundes und dessen Schrift von 1904/05: Das Englische Haus. Entwicklung, Bedingungen, Anlage, Aufbau, Einrichtung und Innenraum. Scotlands und Runges bekanntesten Bauten aus dieser Zeit stehen in der Böttcherstraße in Bremen (Haus der Sieben Faulen, Haus St. Petrus und Haus des Glockenspiels). Auch die benachbarten Häuser bis Nr. 18 entsprechen dieser Stilrichtung. 
2014 waren in den Wohnhäusern auch Dienstleister zu finden.